# Hybomitra silicica
Hybomitra silicica är en tvåvingeart som först beskrevs av Günther Enderlein 1925.  Hybomitra silicica ingår i släktet Hybomitra och familjen bromsar. Inga underarter finns listade i Catalogue of Life.